# John Aler
John Aler (* 4. Oktober 1949 in Baltimore, Maryland; † 10. Dezember 2022) war ein US-amerikanischer Konzert- und Opernsänger (Tenor).  Er sang Rollen im Belcanto-Fach eines tenore di grazia in Werken von Mozart, Rossini, Donizetti, Bellini und Händel. Mindestens ebenso bekannt sind seine Interpretationen französischer Werke von Rameau, Gluck, Adam, Auber, Bizet und Berlioz.

## Biografie
John Aler wuchs in Baltimore auf und besuchte römisch-katholische Schulen, wo er Knabensopran im Chor sang. Seine Mutter war von italienischer Abstammung, hatte Gesang studiert, und brachte ihn früh in Kontakt mit Sendungen aus der Metropolitan Opera und Aufnahmen von Jussi Björling und Richard Tucker.
Aler studierte mit Rilla Mervine und Raymond McGuire an der Catholic University of America in Washington D.C., wo er 1982 seinen Master-Abschluss machte. Nach einem Wettbewerb der Baltimore Opera hatte er auch sieben oder acht Unterrichtsstunden mit der legendären Rosa Ponselle, die er „inspirierend“ fand. Er studierte außerdem von 1972 bis 1976 mit Oren Brown am American Opera Center der Juilliard School in New York, mit Marlene Malas, und am Berkshire Music Center in Tanglewood.
1977 machte er sein Opern-Debüt als Ernesto in Donizettis Don Pasquale am American Opera Center, und gewann im selben Jahr zwei erste Preise beim Concours International de Chant in Paris. An der New York City Opera debütierte er 1981 als Don Ottavio in Mozarts Don Giovanni; und sang dort in der gleichen Spielzeit auch den Arturo in Bellinis I puritani.
In der Oper hatte er Auftritte an den meisten europäischen Opernhäusern, wie dem Royal Opera House Covent Garden, der Deutschen Oper Berlin, der Wiener Staatsoper, der Bayerischen Staatsoper, den Salzburger Festspielen, dem Glyndebourne Festival, in Hamburg, Genf, Madrid, Lyon und Brüssel; und in Amerika an den Opernhäusern von St. Louis, Santa Fe, Washington D.C. und Baltimore. Darüber hinaus hat er auch in Städten wie Santiago de Chile, Tokio und Sydney gesungen.
Als Solist ist er mit diversen Orchestern aufgetreten: In Amerika mit dem New York Philharmonic Orchestra, dem Cleveland Orchestra, dem Philadelphia Orchestra, dem Boston Symphony Orchestra, dem Chicago Symphony Orchestra und dem Los Angeles Philharmonic Orchestra; und in Europa u. a. mit den Berliner Philharmonikern, dem Gewandhausorchester Leipzig, dem Orchestre National de France, dem BBC Symphony Orchestra und der London Sinfonietta, mit Dirigenten wie Daniel Barenboim, Dutoit, John Eliot Gardiner, Erich Leinsdorf, Kurt Masur, Zubin Mehta, Roger Norrington, Seiji Ozawa, Simon Rattle, Esa-Pekka Salonen, Leonard Slatkin und David Zinman u. v. a. John Aler sang 1998 zusammen mit Kurt Masur und dem Israel Philharmonic Orchestra bei den Feierlichkeiten zum 50sten Jahrestag der Gründung des Staates Israel in der Avery Fisher Hall.
Zahlreiche Aufnahmen zeugen von seinem Œuvre aus dem Bereich Oper, Oratorium und Lied, von Händel bis Strawinsky; ein Schwerpunkt lag dabei auf selten gespielten französischen Werken.
Ab Herbst 2010 unterrichtete John Aler Gesang an der School of Music der George Mason University (GMU) in Fairfax (Virginia).

## Diskografie (Auswahl)
- Adam: Le postillon de Lonjumeau, mit June Anderson u. a., Orchestre Philharmonique de Monte Carlo, Thomas Fulton, 1986 EMI
- Adam: Le Toréador, mit Sumi Jo, Michel Trempont, Welsh Opera Orchestra, Richard Bonynge, 1998 (Decca)
- Auber: La muette de Portici, mit Alfredo Kraus, June Anderson u. a., Orchestre Philharmonique de Monte Carlo, Thomas Fulton, 1987 EMI
- Bach: Messe h-Moll BWV 232, mit Sylvia McNair, Delores Ziegler, Marietta Simpson, William Stone, Thomas Paul, Atlanta Symphony Orchestra & Chamber Chorus, Robert Shaw, 1990 Telarc
- Bartók: The Wooden Prince and Cantata Profana, Chicago Symphony Chorus & Orchestra, Tomlinson, 1992 Deutsche Grammophon (Grammy Award als bestes Album in Klassischer Musik 1994)
- Beethoven: Missa solemnis Op. 123, mit Waltraud Meier, Tina Kiberg, Robert Holl, Chicago Symphony Chorus & Orchestra, Daniel Barenboim, 1991 Erato
- Beethoven: Missa solemnis, Op. 123, Cornelia Kallisch, Amanda Halgrimson, Alastair Miles, Radio Symphonie Orchester und Vokal Ensemble Stuttgart, Norddeutscher Radio Chor, Roger Norrington, 2007 haenssler
- Bellini: La sonnambula, mit Lucia Aliberti, Francesco Ellero d’Artegna, Chor und Orchester der Deutschen Oper Berlin, Jesús López Cobos, 1990 Eurodisc (BMG Classics) 1990 FLAC
- Berlioz: Requiem (Grande messe des morts, Op. 5), Atlanta Symphony Orchestra, Shaw, 1984 Telarc (Grammy Award for Best Classical Vocal Solo e Grammy Award als bestes Album im Bereich Klassik 1986)
- Berlioz: Roméo et Juliette & Symphonie Fantastique, Riccardo Muti, 2011 Warner/EMI
- Bizet: Les pêcheurs de perles, mit Barbara Hendricks, Alain Lanceron, Orchestre & Choeur Du Capitole De Toulouse, Michel Plasson, 1989 Warner/EMI
- Dvořák: Stabat Mater, Psalm 149, mit Christine Brewer, Ding Gao, Marietta Simpson, Robert Shafer, Washington Chorus & Washington Orchestra, 2002 Naxos
- Gazzaniga: Don Giovanni, mit Pamela Coburn, Julie Kaufmann, Anton Scharinger u. a., Chor des Bayerischen Rundfunks, Münchner Rundfunkorchester, Stefan Soltesz, 1990 Orfeo
- Gluck: Iphigénie en Tauride, mit Diana Montague u. a., Orchestre de l’Opéra de Lyon, John Eliot Gardiner, 1986 Philips
- Gluck: Iphigénie en Aulide, mit Lynne Dawson, Anne Sophie von Otter, José van Dam, Bernard Deletré, Gilles Cachemaille u. a., Monteverdi Choir, Orchestre de l’Opéra de Lyon, John Eliot Gardiner, 1999 Erato / Musifrance
- Händel: Semele, mit Kathleen Battle, Marilyn Horne, Sylvia McNair, Michael Chance, Samuel Ramey, English Chamber Orchestra, John Nelson, 1993 Deutsche Grammophon (Grammy Award als Beste Opern-Aufnahme 1994)
- Händel: Messiah, mit Kathleen Battle, Samuel Ramey, Toronto Mendelssohn Choir, Toronto Symphony Orchestra, Sir Andrew Davis, 1987 Angel/EMI
- Händel: Sosarme, mit D’Anna Fortunato, Drew Minter, Jennifer Lane, Julianne Baird u. a., Amor Artis Orchestra, Nathaniel Watson, 1994 Newport
- Joseph Haydn: Die Jahreszeiten, mit Arleen Augér, Håkan Hagegård, Saint Paul Chamber Orchestra, Joel Revzen, 1991 Koch International Classics
- Joseph Haydn: La fedeltà premiata, mit Monica Groop, Patrizia Ciofi, Daniela Barcellona u. a., Padova Chamber Orchestra, David Golub, (Erscheinungsdatum?) Arabesque
- Joseph Haydn: L’isola disabitata (& Arianna a Naxos), mit Susanne Mentzer, Ying Huang, Christopher Schaldenbrand, Padua Chamber Orchestra, David Golub, Arabesque Recordings
- Liszt: A Faust Symphony, Rotterdam Philharmonic Orchestra, James Conlon, 1987 Erato
- Mozart: Così fan tutte, mit Carol Vaness, Delores Ziegler u. a., Glyndebourne Chorus, London Philharmonic Orchestra, Bernard Haitink, Emi 1987 / 2008
- Mozart: Der Schauspieldirektor (The Impresario) (& Der wohltätige Derwisch (Mozart-Umkreis)), mit Cyndia Sieden, Sharon Baker u. a., Boston Baroque, Martin Pearlman, 2002 Telarc
- Offenbach: La belle Hélène, mit Jessye Norman, Gabriel Bacquier, Colette Alliot-Lugaz u. a., Choeur et Orchestre du Capitole de Toulouse, Michel Plasson, 1984 EMI
- Orff: Carmina Burana, mit Edita Gruberová, Thomas Hampson, Shinyukai Choir, Berliner Philharmoniker, Seiji Ozawa, 2001 Philips
- Rameau: Les Boréades, mit Jennifer Smith, Anne-Marie Rodde, Philip Langridge, Gilles Cachemaille u. a., Monteverdi Choir, English Baroque Soloists, John Eliot Gardiner, 1989 Erato
- Rossini: Le comte Ory, mit Sumi Jo, Diana Montague, Choeur de l’Opera National de Lyon, Orchestre de l’Opera National de Lyon, John Eliot Gardiner, 1989 Philips
- Rossini: Songs of Rossini, mit Arleen Augér, Jennifer Larmore, Steven Kimbrough, Dalton Baldwin (Piano), 2008 (Wiederveröffentlichung?) Arabesque Recordings
- Saint-Saëns: Songs & Duets, mit John Ostendorf (Bariton), John van Buskirk (Piano), Newport Cl
- Songs We Forgot to Remember (diverse Komponisten), mit Grant Gershon (Piano), 1996 Delos